# .ai
.ai je vrhovna internetska domena (country code top-level domain - ccTLD) za Angvilu. Domenom upravlja Vlada Angvile.

## Vanjske poveznice
- IANA .ai whois informacija  Arhivirana inačica izvorne stranice od 16. svibnja 2008. (Wayback Machine)